# Jaskinia za Zaciskiem
Jaskinia za Zaciskiem – jaskinia w Dolinie Miętusiej w Tatrach Zachodnich. Wejście do niej znajduje się w południowej części Dziurawego, na prawo od Twardych Spadów, w pobliżu Jaskini Lodowej w Twardych Spadach, na wysokości 1478 m n.p.m. Długość jaskini wynosi 22 metry, a jej deniwelacja 8 metrów.

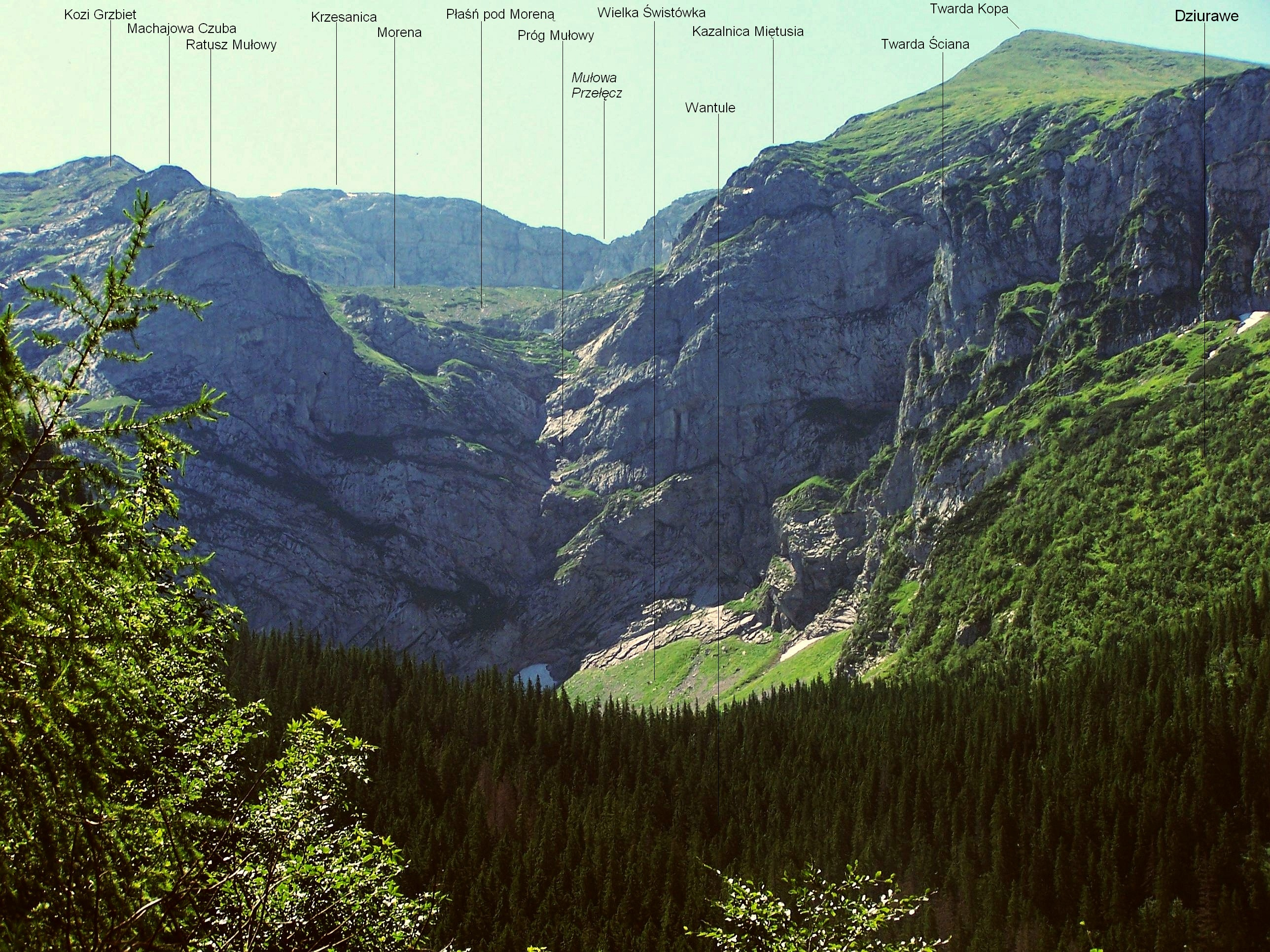
Wielka Świstówka. Po prawej stronie Dziurawe

## Opis jaskini
Jaskinię stanowi korytarz prowadzący od otworu wejściowego do kończącego się szczeliną meandra. Po drodze znajduje się studzienka (1 metr głębokości) od której odchodzi w bok krótki, zawalony gruzem korytarzyk.

## Przyroda
W jaskini można spotkać nacieki grzybkowe. Ściany są mokre.
W korytarza blisko otworu rosną mchy.

## Historia odkryć
Jaskinię odkryli Ch. Parma i A. Galant z Gliwic w 1967 roku. Aby się do niej dostać musieli poszerzyć otwór wejściowy. Stąd nazwa jaskini.